# Challenger de Barranquilla 2014
El Claro Open Barranquilla 2014 fue un torneo de tenis profesional jugado en canchas de tierra batida. Se disputó la cuarta edición del torneo que formó parte del circuito ATP Challenger Tour 2014. Se llevó a cabo en Barranquilla, Colombia entre el 24 y el 30 de marzo de 2014.

## Jugadores participantes del cuadro de individuales
| Favorito | País                  | Jugador               | Rank1 | Posición en el torneo |
| -------- | --------------------- | --------------------- | ----- | --------------------- |
| 1        | Bandera de Colombia   | Alejandro Falla       | 68    | Cuartos de final      |
| 2        | Bandera de España     | Albert Ramos          | 87    | Semifinales           |
| 3        | Bandera de Eslovaquia | Martin Kližan         | 88    | FINAL                 |
| 4        | Bandera de Austria    | Andreas Haider-Maurer | 109   | Cuartos de final      |
| 5        | Bandera de Argentina  | Facundo Argüello      | 121   | Segunda ronda         |
| 6        | Bandera de Rumania    | Adrian Ungur          | 123   | Semifinales           |
| 7        | Bandera de España     | Pere Riba             | 124   | Cuartos de final      |
| 8        | Bandera de Eslovenia  | Blaž Rola             | 128   | Cuartos de final      |

| Posición en el torneo   |
| ----------------------- |
| Primera y segunda ronda |
| Cuartos de final        |
| Semifinales             |
| FINAL                   |
| CAMPEÓN                 |

- 1 Se ha tomado en cuenta el ranking del día  de marzo de 2014.

### Otros participantes
Los siguientes jugadores recibieron una invitación (wild card), por lo tanto ingresan directamente al cuadro principal (WC):
- Eduardo Schwank
- Nicolás Barrientos
- Carlos Salamanca
- Alexander Zverev

Los siguientes jugadores ingresan al cuadro principal tras disputar el cuadro clasificatorio (Q):
- Jason Kubler
- Jonathan Eysseric
- José Hernández
- Antonio Veić

## Jugadores participantes en el cuadro de dobles

### Cabezas de serie
| Favorito | País                       | Jugador           | País                     | Jugador         | Rank1 | Posición en el torneo |
| -------- | -------------------------- | ----------------- | ------------------------ | --------------- | ----- | --------------------- |
| 1        | Bandera de República Checa | František Čermák  | Bandera de Rusia         | Mikhail Elgin   | 127   | FINAL                 |
| 2        | Bandera de Italia          | Daniele Bracciali | Bandera de Italia        | Potito Starace  | 166   | Primera ronda         |
| 3        | Bandera de Argentina       | Máximo González   | Bandera de Argentina     | Eduardo Schwank | 276   | Semifinales           |
| 4        | Bandera de Estados Unidos  | Vahid Mirzadeh    | Bandera de Nueva Zelanda | Artem Sitak     | 331   | Primera ronda         |

- 1 Se ha tomado en cuenta el ranking del día  de marzo de 2014.

## Campeones

### Individual Masculino
- Pablo Cuevas derrotó en la final a  Martin Kližan, 6–3, 6–1

### Dobles Masculino
- Pablo Cuevas /  Pere Riba derrotó en la final a  František Čermák /  Michail Elgin, 6–4, 6–3